# Кланица (Ваљево)
Кланица је насељено место града Ваљева у Колубарском округу. Према попису из 2022. било је 419 становника.
Овде се налази ОШ „Стеван Филиповић” ИО Кланица.

## Демографија
У насељу Кланица живи 475 пунолетних становника, а просечна старост становништва износи 42,5 година (39,5 код мушкараца и 45,8 код жена). У насељу има 200 домаћинстава, а просечан број чланова по домаћинству је 2,95.
Ово насеље је великим делом насељено Србима (према попису из 2002. године), а у последња три пописа, примећен је пад у броју становника.
|  |

| Демографија | Демографија | Демографија |
| Година      | Становника  | Становника  |
| ----------- | ----------- | ----------- |
| 1948.       | 814         |             |
| 1953.       | 866         |             |
| 1961.       | 781         |             |
| 1971.       | 737         |             |
| 1981.       | 665         |             |
| 1991.       | 617         | 609         |
| 2002.       | 590         | 625         |

| Етнички састав према попису из 2002.‍ | Етнички састав према попису из 2002.‍ | Етнички састав према попису из 2002.‍ | Етнички састав према попису из 2002.‍ | Етнички састав према попису из 2002.‍ |
| ------------------------------------ | ------------------------------------ | ------------------------------------ | ------------------------------------ | ------------------------------------ |
|                                      |                                      |                                      |                                      |                                      |
| Срби                                 | Срби                                 |                                      | 584                                  | 98,98%                               |
| Црногорци                            | Црногорци                            |                                      | 2                                    | 0,33%                                |
| Хрвати                               | Хрвати                               |                                      | 1                                    | 0,16%                                |
| непознато                            | непознато                            |                                      | 3                                    | 0,50%                                |

| Година пописа     | 1948. | 1953. | 1961. | 1971. | 1981. | 1991. | 2002. |
| ----------------- | ----- | ----- | ----- | ----- | ----- | ----- | ----- |
| Број домаћинстава | 139   | 154   | 154   | 181   | 172   | 183   | 200   |

| Број чланова      | 1  | 2  | 3  | 4  | 5  | 6  | 7 | 8 | 9 | 10 и више | Просек |
| ----------------- | -- | -- | -- | -- | -- | -- | - | - | - | --------- | ------ |
| Број домаћинстава | 49 | 41 | 38 | 39 | 17 | 12 | 2 | 0 | 2 | 0         | 2,95   |

| Пол    | Укупно | Неожењен/Неудата | Ожењен/Удата | Удовац/Удовица | Разведен/Разведена | Непознато |
| ------ | ------ | ---------------- | ------------ | -------------- | ------------------ | --------- |
| Мушки  | 252    | 71               | 158          | 13             | 10                 | 0         |
| Женски | 239    | 23               | 153          | 58             | 4                  | 1         |
| УКУПНО | 491    | 94               | 311          | 71             | 14                 | 1         |

| Пол    | Укупно                    | Пољопривреда, лов и шумарство | Рибарство                            | Вађење руде и камена | Прерађивачка индустрија       |
| ------ | ------------------------- | ----------------------------- | ------------------------------------ | -------------------- | ----------------------------- |
| Мушки  | 155                       | 79                            | 0                                    | 9                    | 23                            |
| Женски | 87                        | 62                            | 0                                    | 0                    | 10                            |
| УКУПНО | 242                       | 141                           | 0                                    | 9                    | 33                            |
| Пол    | Производња и снабдевање   | Грађевинарство                | Трговина                             | Хотели и ресторани   | Саобраћај, складиштење и везе |
| Мушки  | 1                         | 7                             | 7                                    | 1                    | 11                            |
| Женски | 1                         | 0                             | 4                                    | 3                    | 0                             |
| УКУПНО | 2                         | 7                             | 11                                   | 4                    | 11                            |
| Пол    | Финансијско посредовање   | Некретнине                    | Државна управа и одбрана             | Образовање           | Здравствени и социјални рад   |
| Мушки  | 0                         | 2                             | 7                                    | 2                    | 2                             |
| Женски | 0                         | 1                             | 0                                    | 2                    | 3                             |
| УКУПНО | 0                         | 3                             | 7                                    | 4                    | 5                             |
| Пол    | Остале услужне активности | Приватна домаћинства          | Екстериторијалне организације и тела | Непознато            | Непознато                     |
| Мушки  | 1                         | 0                             | 0                                    | 3                    | 3                             |
| Женски | 1                         | 0                             | 0                                    | 0                    | 0                             |
| УКУПНО | 2                         | 0                             | 0                                    | 3                    | 3                             |

## Галерија
- Кланица - Панорама
- Кланица - Панорама
- Кланица - Панорама
- Кланица - Панорама
- Кланица - Панорама
- Кланица - Сеоска школа
- Кланица - Сеоска школа
- Кланица - Стара липа у дворишту школе
- Кланица - Панорама